# Gibeauxiella
Gibeauxiella is een geslacht van vlinders uit de familie prachtmotten (Cosmopterigidae).

## Soorten
- G. bellaqueifontis (Gibeaux, 1986)
- G. genitrix (Meyrick, 1927)
- G. reliqua (Gibeaux, 1986)